# قهرمانی وزنه‌برداری جهان ۱۹۶۵
قهرمانی وزنه‌برداری جهان ۱۹۶۵ چهلمین دوره از رقابت‌های قهرمانی جهان می‌باشد که از ۲۷ اکتبر تا ۳ نوامبر ۱۹۶۵ در تهران، ایران برگزار گردید. در این دوره ۸۵ ورزشکار مرد از ۲۴ کشور رقابت کردند.

## خلاصه مدال‌ها
| رویداد               | طلا                                    | طلا      | نقره                                    | نقره     | برنز                                   | برنز     |
| خروس‌وزن ۵۶ ک‌گ        | ایمره فولدی · مجارستان                 | ۳۶۰٫۰ ک‌گ | Shiro Ichinoseki · ژاپن                 | ۳۵۵٫۰ ک‌گ | Yoshiyuki Miyake · ژاپن                | ۳۴۵٫۰ ک‌گ |
| پر وزن ۶۰ ک‌گ         | یوشینوبو میاکه · ژاپن                  | ۳۸۵٫۰ ک‌گ | Mieczysław Nowak · لهستان               | ۳۷۵٫۰ ک‌گ | Rudolf Kozłowski · لهستان              | ۳۶۰٫۰ ک‌گ |
| سبک‌وزن ۶۷٫۵ ک‌گ       | والدمار باشانوفسکی · لهستان            | ۴۲۷٫۵ ک‌گ | ماریان زیلینسکی · لهستان                | ۴۲۵٫۰ ک‌گ | Vladimir Kaplunov · اتحاد جماهیر شوروی | ۴۱۲٫۵ ک‌گ |
| میان‌وزن ۷۵ ک‌گ        | ویکتور کورنتسوف · اتحاد جماهیر شوروی   | ۴۳۷٫۵ ک‌گ | Werner Dittrich · آلمان شرقی            | ۴۳۷٫۵ ک‌گ | الکساندر کریونوف · اتحاد جماهیر شوروی  | ۴۳۲٫۵ ک‌گ |
| سبک سنگین‌وزن ۸۲٫۵ ک‌گ | Norbert Ozimek · لهستان                | ۴۷۲٫۵ ک‌گ | Aleksandr Kidyayev · اتحاد جماهیر شوروی | ۴۶۰٫۰ ک‌گ | Jerzy Kaczkowski · لهستان              | ۴۴۵٫۰ ک‌گ |
| میان سنگین‌وزن ۹۰ ک‌گ  | لوییس مارتین · بریتانیای کبیر          | ۴۸۷٫۵ ک‌گ | ولادیمیر گولووانوف · اتحاد جماهیر شوروی | ۴۸۰٫۰ ک‌گ | Géza Tóth · مجارستان                   | ۴۶۲٫۵ ک‌گ |
| سنگین‌وزن ۹۰+ ک‌گ      | لئونید ژابوتینسکی · اتحاد جماهیر شوروی | ۵۵۲٫۵ ک‌گ | Gary Gubner · ایالات متحده آمریکا       | ۵۴۵٫۰ ک‌گ | Károly Ecser · مجارستان                | ۵۲۲٫۵ ک‌گ |

## جدول مدال‌ها
| رتبه           | کشور                | طلا | نقره | برنز | مجموع |
| -------------- | ------------------- | --- | ---- | ---- | ----- |
| ۱              | اتحاد جماهیر شوروی  | ۲   | ۲    | ۲    | ۶     |
| ۱              | لهستان              | ۲   | ۲    | ۲    | ۶     |
| ۳              | ژاپن                | ۱   | ۱    | ۱    | ۳     |
| ۴              | مجارستان            | ۱   | ۰    | ۲    | ۳     |
| ۵              | بریتانیای کبیر      | ۱   | ۰    | ۰    | ۱     |
| ۶              | آلمان شرقی          | ۰   | ۱    | ۰    | ۱     |
| ۶              | ایالات متحده آمریکا | ۰   | ۱    | ۰    | ۱     |
| مجموع (۷ کشور) | مجموع (۷ کشور)      | ۷   | ۷    | ۷    | ۲۱    |